# Ilhéu Branco
Ilhéu Branco (z port. „biała wysepka”) – wysepka w archipelagu Wysp Zawietrznych, które wchodzą w skład Wysp Zielonego Przylądka.
Wysepka otoczona jest z dwóch stron przez wyspę Santa Luzia na północnym zachodzie i Ilhéu Raso na południowym wschodzie.
Jest niezamieszkana przez ludzi. Jej mieszkańcami są natomiast ptaki, dzięki których guanu jest znana. Poza tym jest jedną z dwóch tylko wysp, na których zaobserwowano pewien gatunek jaszczurek (Macroscincus coctei) z rodziny scynkowatych, a dawniej była miejscem przebywania poważnie zagrożonego ptaka z rodziny skowronków (Alauda razae).